# Ténor
Ne doit pas être confondu avec Ténor (film).

Tessiture courante d'une voix de ténor.

Dans la musique occidentale, le mot ténor (du latin tenere « tenir ») désigne la tessiture d'une voix ou le registre d'un instrument situés entre l'alto et la basse. Dans la musique vocale (baroque excepté), elle correspond à la voix masculine la plus aiguë.
Au sens figuré et en référence aux ténors solistes qui, au XIXe siècle, ont acquis la célébrité dans le domaine lyrique, le mot « ténor » désigne habituellement un homme reconnu pour son talent dans l'activité qu'il exerce. Exemples : un « ténor du barreau » pour désigner un avocat réputé ; un « ténor de la politique » pour un homme politique célèbre, etc. Dans les domaines cités, l'art oratoire, et donc la voix, occupe une place importante.

## Musique instrumentale
Au sein d'une famille d'instruments de musique, le ténor désigne l'instrument dont le registre se situe entre celui de l'alto et celui du baryton ou de la basse — selon la famille prise en considération. 
Par exemple, le saxophone ténor se trouve entre le saxophone alto et le saxophone baryton ; tandis que la flûte à bec ténor, elle, se trouve entre la flûte alto et la flûte basse.
Il n'existe pas de relation stricte entre la hauteur de son d'un instrument ténor et celle de la voix de ténor : par exemple, la flûte à bec ténor sonne une octave plus haut que la voix de ténor — ce qui, de fait, la rapproche plutôt de la tessiture de la voix soprano.

## Musique vocale
Au Moyen Âge, le terme a eu diverses significations. Les premières polyphonies médiévales sont presque exclusivement vocales. Cette origine explique que dans un chœur, le terme ténor désigne avant tout un pupitre, dont l'ambitus se situe entre celui des altos et celui des basses. Par extension, le terme désigne également les membres de ce pupitre, et ce, quelle que soit leur véritable type vocal.
Lorsque l'écriture musicale deviendra harmonique à partir du XIVe siècle, le terme finit par désigner une voix masculine généralement aiguë, chargée de la mélodie principale — souvent rythmée en valeurs longues — par opposition aux autres voix, supérieures ou inférieures — comprenant des figures rythmiques plus riches et plus variées —, dont la fonction était d'assurer le contrepoint à la partie de ténor.
Dans les conservatoires et les écoles de musique, les devoirs d'harmonie sont encore de nos jours rédigés pour un quatuor comprenant soprano, alto, ténor et basse.

## Typologie vocale

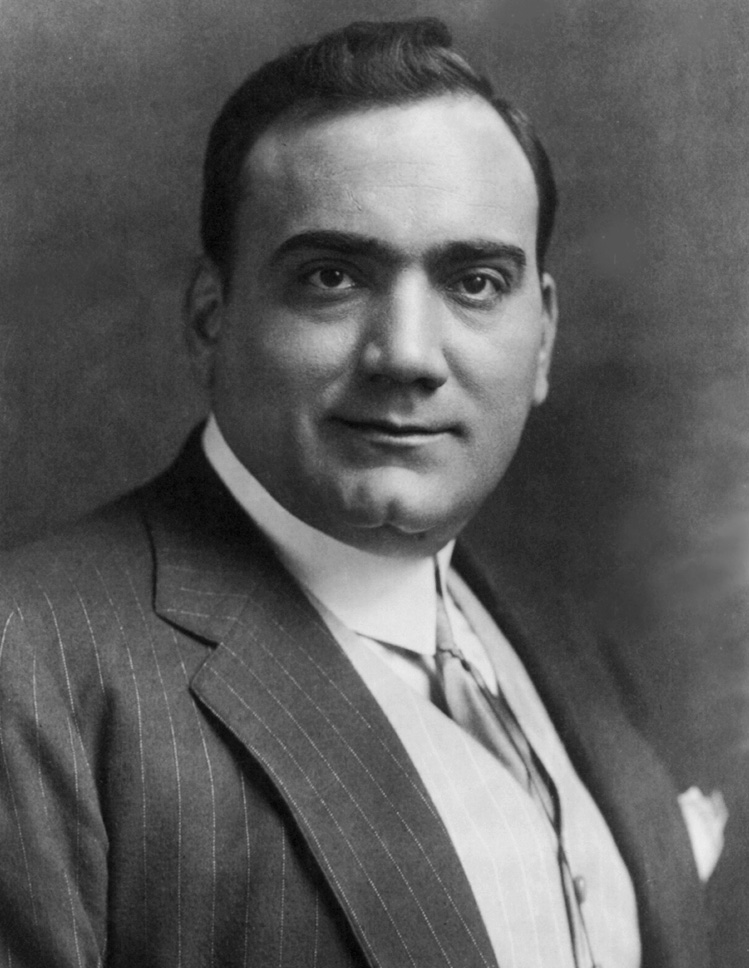
Enrico Caruso, un des plus grands ténors

Dans la musique classique, le ténor est le type de voix masculine dont la tessiture est la plus aiguë. 
Il va de soi que les voix de jeunes garçons, de castrats et de contreténors sont plus aiguës que la voix de ténor, mais celles-ci sont classées à part, non pas à cause d'une différence de technique vocale, mais du fait de leur utilisation exclusive de la voix de tête, naturellement plus aiguë que la voix de poitrine. 
Le terme « ténor » apparaît en France à la fin du XVIIIe siècle, succédant aux appellations de « taille » et de « haute-contre ».
Il existe plusieurs catégories de ténors qui diffèrent par le caractère des personnages qu'ils interprètent, la vaillance de la voix et la richesse du timbre, la constante étant la tessiture, qui s'étend le plus souvent du do2 au si3.
Si jusqu'au milieu du XIXe siècle, les aigus étaient émis en « voix de fausset » (falsetto en italien) ou « voix de tête » dans le style baroque, la « voix de poitrine » — plus puissante mais moins étendue — s'est peu à peu imposée à partir des années 1840 sous l'impulsion du ténor français Gilbert Duprez. Cette évolution explique par exemple que, dans l'opéra italien, les œuvres belcantistes (Bellini, Rossini) ont généralement des tessitures élevées mais des instrumentations légères alors que les rôles véristes (Puccini) sont moins aigus mais dotés d'orchestrations plus fournies. 

### Ténor léger
Le ténor léger — tenore di grazia en italien — possède la tessiture la plus élevée, la plus agile, mais la moins puissante. Ambitus : do2-ré4 Bellini a composé jusqu'au fa4 dans l'air « Credeasi misera » des Puritains - souvent transposé - ou pour le rôle de Fernando de Bianca e Fernando, mais l'opéra est rarement joué. On emploie parfois le mot de « tenorino » (« petit ténor »).
Rôles-types :
- le comte Almaviva dans Le Barbier de Séville de Rossini
- Tonio dans La Fille du régiment de Donizetti.

Exemples :
- James Blunt
- Luigi Alva ;
- Juan Diego Flórez ;
- Maxim Mironov ;
- Lawrence Brownlee ;
- Rockwell Blake ;
- William Matteuzzi (en) ;
- Chris Merritt.

### Ténor lyrique léger
Le ténor lyrique léger se situe entre le ténor léger et le ténor lyrique. Sa tessiture vocale est la même que celle du ténor léger, cependant sa voix est légèrement moins large que celle du ténor lyrique et plus épaisse que le ténor léger, avec des emplois vocaux bien spécifiques.
Exemples :
- Luciano Pavarotti ;
- Francisco Araiza ou Roberto Alagna en début de carrière ;
- Nicolai Gedda ;
- Tito Schipa ;
- Cesare Valletti ;
- Néstor Mesta Cháyres[3],[4].
- Éric Tappy
- Peter Schreier

### Ténor lyrique
Le ténor lyrique — occupe la place intermédiaire entre le type précédent et le suivant, tant du point de vue de l'agilité que de celui de la puissance. Tessiture : do2-do4
Rôles-types : le Duc dans Rigoletto de Verdi et Max dans Der Freischütz de Weber.
Exemples :
- Jussi Björling ;
- José Carreras ;
- Rolando Villazón ;
- Roberto Alagna ;
- Luciano Pavarotti ;
- Francisco Araiza ;
- Alfredo Kraus ;
- Juan Arvizu[5],[6],[7],[8].

### Ténorlirico spinto
Le ténor lirico spinto (de l'italien spinto (litt. « poussé ») qui caractérise une voix de soprano ou de ténor pouvant soutenir des effets dramatiques pendant un instant plus ou moins long, d'où le terme de « poussé ») possède la même tessiture vocale que le ténor lyrique avec une voix plus ample et légèrement plus sombre. Il peut avoir parfois une tessiture plus courte que celle du ténor lyrique, mais sa voix reste très brillante.
Rôles-types :
- Manrico dans Le Trouvère de Verdi ;
- Don José dans Carmen de Bizet ;
- Calaf dans Turandot de Puccini.

Exemples :
- Franco Corelli ;
- Richard Tucker ;
- Plácido Domingo ;
- Vasile Moldoveanu ;
- Jonas Kaufmann.

### Ténor dramatique
Le ténor dramatique possède la voix de ténor la moins agile mais la plus puissante. Sa tessiture s'étend du do2 au do4.
Rôles-types : Enée dans Les Troyens de Berlioz.
On parle parfois de Heldentenor (« ténor héroïque »), de fort ténor ou encore de ténor noble avec une puissance de 120 décibels à 1 mètre (Guy Chauvet 140 décibels à 1 mètre). Il s'agit d'un ténor dramatique avec un grave barytonnant et un aigu éclatant dont la tessiture s'étend du si1 au la3. 
Rôles-types : Siegfried de Wagner.
Exemples :
- Wolfgang Windgassen ;
- Jon Vickers ;
- Mario del Monaco ;
- Guy Chauvet ;
- Lauritz Melchior ;
- Vladimir Atlantov (en) ;
- Vladimir Galouzine ;
- Giuseppe Giacomini (en).

## Catégories historiques

### Haute-contre

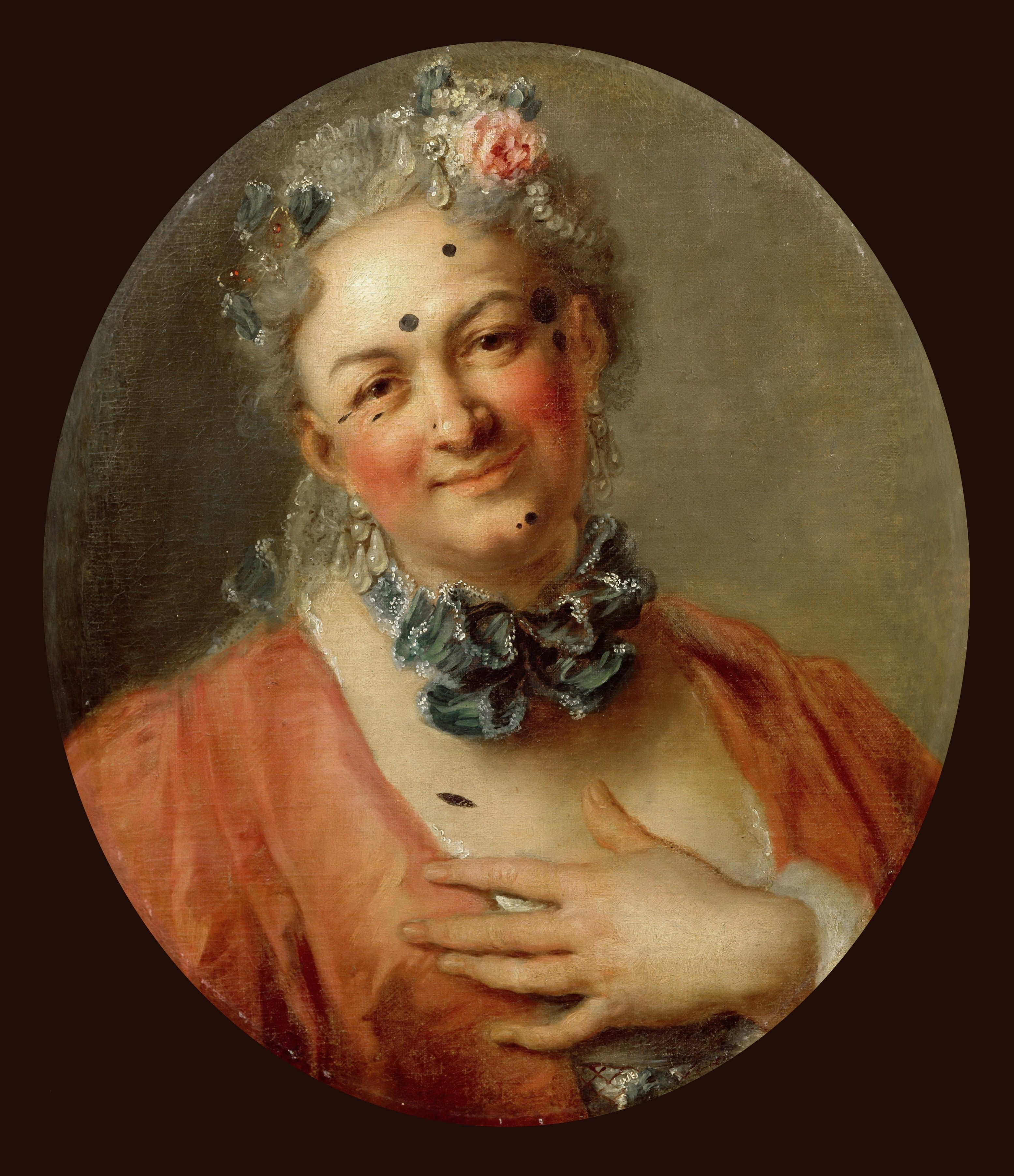
Pierre de Jélyotte, la haute-contre la plus célèbre du XVIIIe siècle, dans le rôle travesti de Platée

Au sein de la musique baroque française, le terme de « haute-contre » désigne la voix masculine la plus aiguë, dont l’ambitus s'étend approximativement du do2 au do4. En dépit de son étymologie commune avec les termes « contralto » et « contre-ténor », la haute-contre désigne un vrai ténor capable de soutenir des tessitures élevées en ayant recours à la voix de tête. Le terme, utilisé uniquement en France jusqu'à la fin du XVIIIe siècle, a été par la suite progressivement abandonné au profit du terme plus générique de « ténor ».
Une catégorie similaire exista en Italie, dans les premières décennies du XIXe siècle : le ténor contraltino. Celui-ci fut développé par Rossini afin de remplacer les castrats, qui étaient en train de disparaître de la scène lyrique, avant de se fondre lui aussi dans la nouvelle catégorie de ténor romantique.
Rôles-types (enregistrés):
- Atys dans Atys (1676) de Lully
- Renaud dans Armide (1686) de Lully
- Jason dans Médée (1693) de Charpentier
- Céyx dans Alcyone (1706) de Marais
- Idamante dans Idoménée (1712) de Campra
- Ninus dans Pyrame & Thisbé (1726) de Francœur et Rebel
- Castor dans Castor & Pollux (1737) de Rameau
- Zoroastre dans Zoroastre (1749) de Rameau

Exemples d'interprètes :
- Howard Crook
- Gilles Ragon
- Jean-Paul Fouchécourt
- Mark Padmore
- Paul Agnew
- Cyril Auvity
- Mathias Vidal

### Taille ou baryténor
Dans la musique baroque française, la taille (ou « haute-taille », terme utilisé malgré tout comme synonyme de « haute-contre » vers la fin du XVIIIe siècle) désignait le registre situé entre la haute-contre et la basse-taille.
Le terme baryténor, parfois employé par certaines encyclopédies ou revues musicales, est quant à lui une francisation de l'italien baritenore. Il est à peu près l'équivalent de « taille » et désigne, jusqu'au commencement du XIXe siècle, une « voix basse de ténor, presque de baryton » caractérisée par un grave chaud et un aigu claironnant. Les meilleurs baryténors étaient par ailleurs à l'aise dans le chant « coloratura ». À l'époque de Rossini, on faisait souvent usage de cette voix pour des personnages nobles et d'âge mûr, en contraste avec les voix plus pures et aériennes du ténor contraltino auquel on confiait les rôles d'amants fougueux. Ainsi dans Otello de Rossini (1816), le rôle-titre est dévolu à un baryténor tandis que celui de Rodrigo, son jeune rival, est confié à un ténor contraltino. En l’absence de ténors contraltini (ou, mieux encore, de contralti musici, c'est-à-dire de contralti chantant en travesti) dans la troupe, Rossini pouvait conférer aux baryténors des rôles de jeune premier (par exemple Rinaldo dans Armida ou encore Osiride dans Mosè in Egitto).
Le musicologue italien Rodolfo Celletti souscrit à l'hypothèse que le baryténor de la période rossinienne n'était en réalité pas une nouveauté : selon lui, à l'exception des castrats, le baryténor, du fait de son amplitude commune aux définitions contemporaines de ténor et de baryton, fut la voix masculine aiguë la plus employée dans les opéras baroques italiens (opera seria) et ce jusqu'à l’aube de l'ère romantique. Alors qu'il se voyait confier initialement les rôles principaux (par exemple dans L'Orfeo ou Il ritorno d'Ulisse in patria de Claudio Monteverdi), il fut relégué dans la seconde moitié du XVIIe siècle aux personnages mineurs, bouffes ou grotesques (souvent en travesti) avant d'être promu au XVIIIe siècle à des rôles plus murs ou plus nobles, les emplois d’amoureux demeurant l’apanage des castrats ou des femmes en travesti. Très souvent, les Ténors dans l'opera seria incarnent le personnage du père (Ugone dans Flavio de Haendel), de tyran (Amasi dans Sesostri de Terradellas) ou tout simplement de vilain (Artabano dans Artaserse de Vinci). Rarement, ils incarnent aussi le jeune amant (Tamese dans Arsilda, regina di Ponto de Vivaldi).
Au fil du temps, la signification du terme a évolué pour désigner, notamment dans les pays anglo-saxons, une « voix de baryton possédant quasiment une amplitude de ténor ». Du fait de cette ambiguïté, il reste très peu usité en France où d'autres classifications se sont imposées comme le « Heldentenor » ou le baryton Martin. Certains ténors au timbre particulièrement sombre, tels Placido Domingo et Jonas Kaufmann, sont parfois appelés ainsi.

### Trial
Le trial — du nom du chanteur Antoine Trial (1737-1795) qui s'était illustré dans ce genre d'emplois — ou ténor-bouffe, ne désigne pas à proprement parler une catégorie vocale, mais un ténor spécialisé dans des emplois comiques, ou plus largement, un ténor rompu aux exigences du jeu scénique. 
La tessiture exigée est généralement peu étendue, et les moyens vocaux, en principe plus modestes — il s'agit souvent de ténors légers avec un ambitus qui va du do2 au do4[citation nécessaire]. Le recours à la voix de tête est fréquent, contrairement aux autres catégories de ténors.
Rôles-types : Basilio dans Les Noces de Figaro de Mozart, le Petit Vieillard dans L'Enfant et les Sortilèges de Maurice Ravel.